# Antoni van Obberghen

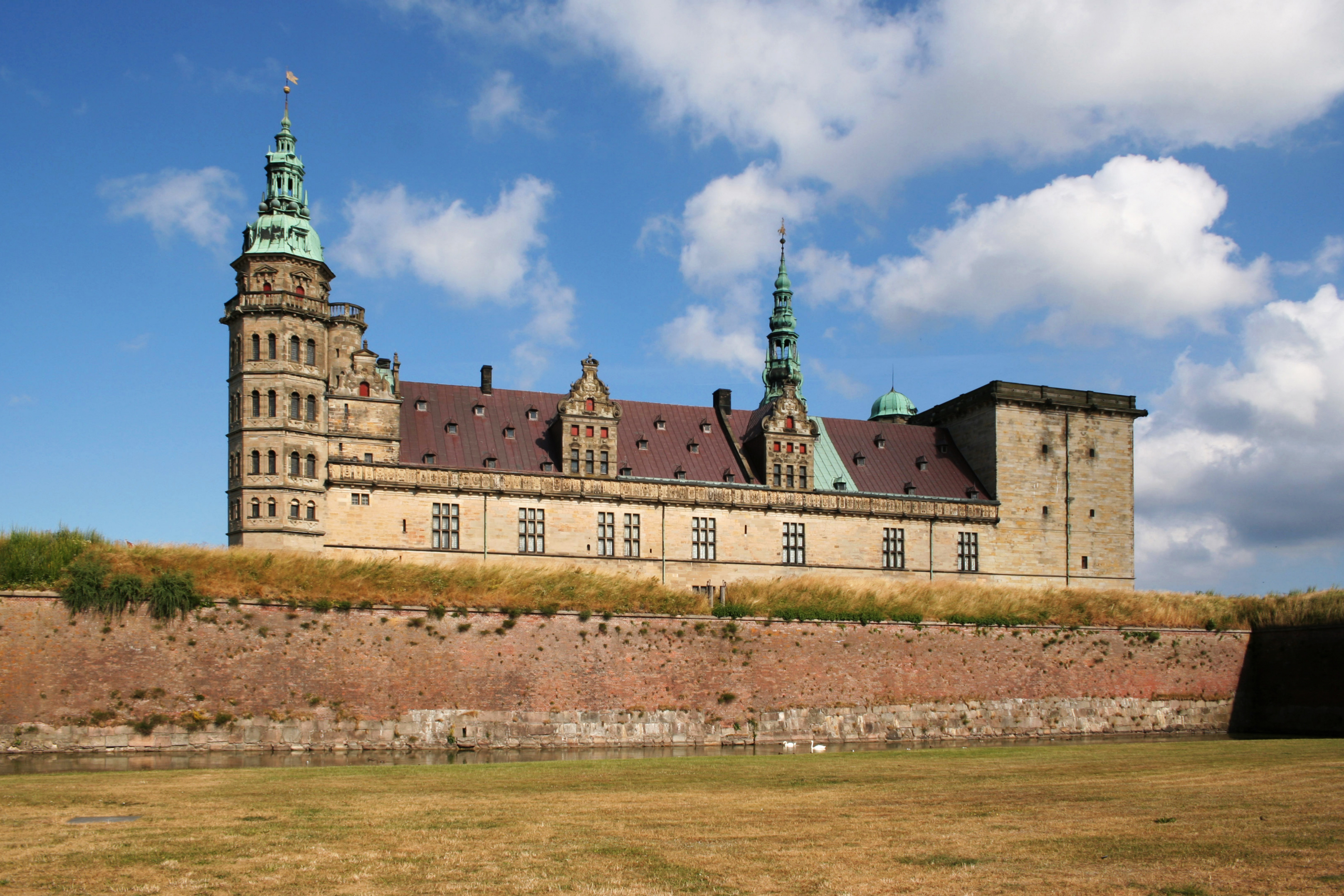
Zamek Kronborg w Helsingør

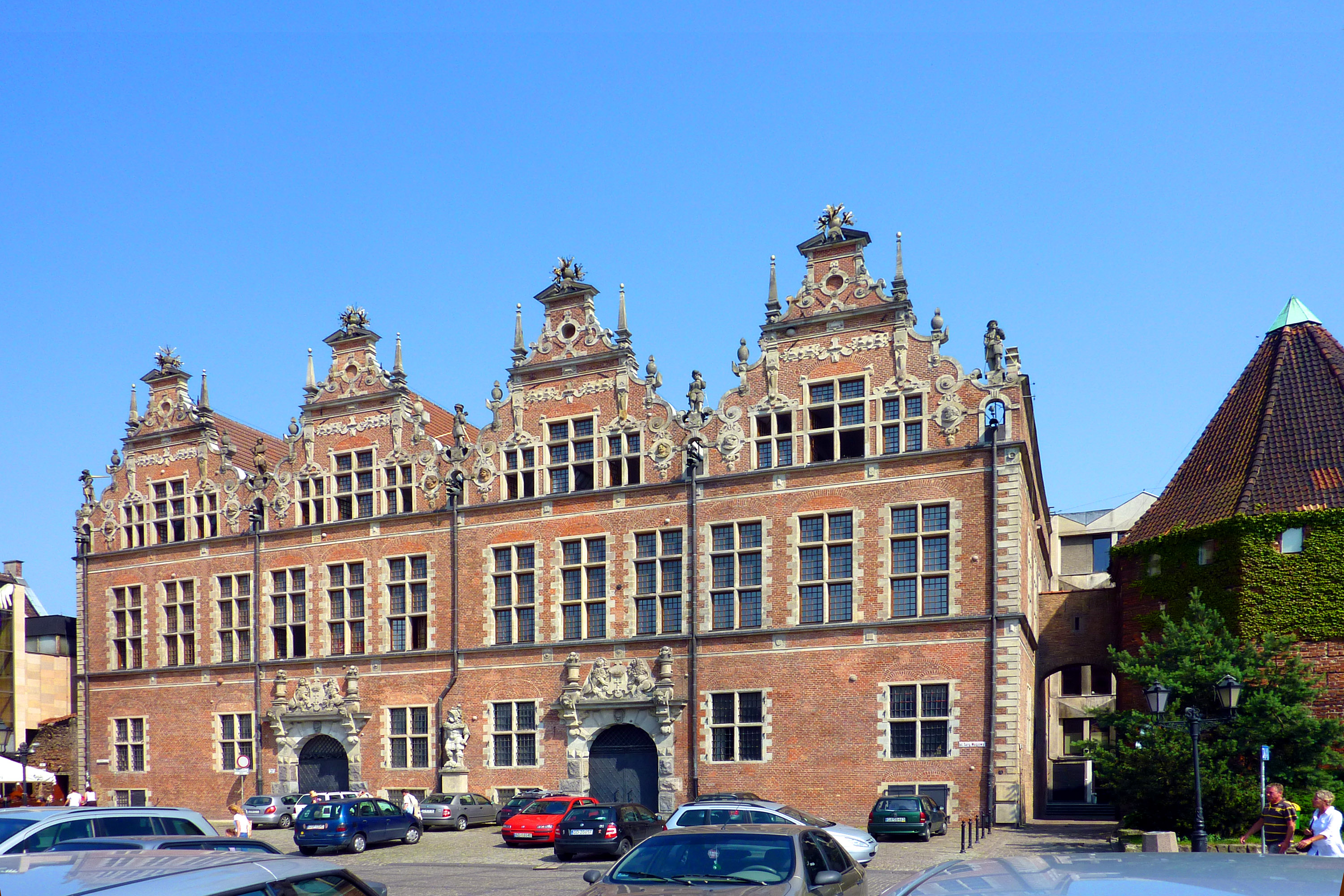
Wielka Zbrojownia w Gdańsku

Antoni van Obberghen (w źródłach także jako van Opberghen) (ur. 1543 w Mechelen, zm. 1611) – niderlandzki architekt, jeden z czołowych przedstawicieli manieryzmu, fortyfikator.
Jeden z twórców gdańskiego renesansu. Do Gdańska przybył w 1586. Wcześniej pracował przy budowie obwarowań w Antwerpii, a następnie udał się w 1575 do Danii, gdzie w 1577 został nadwornym budowniczym królewskim i prowadził przebudowę zamku Kronborg w Helsingør. Od 1592 miejski budowniczy do spraw obronnych w Gdańsku, a od 1594 pierwszy budowniczy miasta.
Projektant i budowniczy gdańskich fortyfikacji. Brał udział przy budowie fortyfikacji Twierdzy Wisłoujście, budowie zamku w Kostrzynie nad Odrą oraz przy regulacji Wisły. Inne budowle, które zaprojektował w Gdańsku, to: Bastion św. Gertrudy, Wielki Arsenał oraz prawdopodobnie Ratusz Staromiejski. Kierował również przebudową Ratusza Staromiejskiego w Toruniu w latach 1602–1605.
Jest patronem dzwonu b3 carillonu Ratusza Głównego Miasta w Gdańsku. W okresie Wolnego Miasta Gdańska imię Obberghena (Obbergenweg) nosiła obecna ulica majora Hubala w Gdańsku-Strzyży.